# Ciminius callosa
Ciminius callosa är en insektsart som först beskrevs av Henry Fairfield Osborn 1926.  Ciminius callosa ingår i släktet Ciminius och familjen dvärgstritar. Inga underarter finns listade i Catalogue of Life.